# Claudine Auger
Claudine Auger (n. 26 aprilie 1941, Paris, Île-de-France, Franța – d. 18 decembrie 2019, Paris, Métropole du Grand Paris, Franța) a fost o actriță franceză.
În 1958 a fost aleasă Miss World France.
Printre cele mai cunoscute filme ale sale se numără Testamentul lui Orfeu (1960), Thunderball (1965), Eddie Chapman agent secret (1966), Operațiunea San Gennaro (1966) și Tată de familie (1967).

## Biografie
S-a născut la Paris în 1941, unde a crescut și a urmat Colegiul Jeanne-d'Arc și mai târziu Conservatorul din Paris.
La 17 ani, a câștigat titlul de Miss World Franța în 1958 și s-a clasat pe locul al II-lea la concursul Miss World.
Jean Cocteau a ales-o în 1959 pentru primul ei rol secundar: în Testamentul lui Orfeu, unde a jucat o balerină. Cinci ani mai târziu, ea a jucat cel mai cunoscut rol al ei de film, cel al Bond Girl Dominique „Domino” Derval în James Bond 007 - Thunderball. Rolul a fost creat inițial ca al unei italiene pe nume Dominetta Palazzi și urma să fie interpretat de Luciana Paluzzi, care a preluat apoi rolul „fetei malefice Bond”. Deși Thunderball i-a adus lui Auger o carieră cinematografică de succes în Europa, dar nu și în SUA. Munca ei include 80 de producții de film și televiziune. Ultima a apărut ca actriță în 1997.
La 18 ani, s-a căsătorit cu regizorul Pierre Gaspard-Huit, în vârstă de 41 de ani, de care a divorțat ulterior. În cea de-a doua căsătorie, a fost căsătorită cu Peter Brent.
Claudine Auger a decedat la Paris în decembrie 2019, la vârsta de 78 de ani, după o lungă boală.

## Filmografie selectivă
- 1958 Christine, regia Pierre Gaspard-Huit
- 1960 Testamentul lui Orfeu (Le Testament d'Orphée), regia Jean Cocteau : Minerve
- 1962 Les Sept Péchés capitaux : L'Envie, regia Édouard Molinaro
- 1962 Masca de fier (Le Masque de fer), regia Henri Decoin : Isabelle de Saint-Mars
- 1965 Yoyo, regia Pierre Étaix : Isolina
- 1965 Opération Tonnerre (Thunderball), regia Terence Young : Domino
- 1966 Eddie Chapman agent secret (Triple Cross), regia Terence Young : Paulette
- 1966 L'Homme de Marrakech, regia Jacques Deray : Lila
- 1966 Operațiunea San Gennaro (Operazione San Gennaro), regia Dino Risi : Concettina
- 1967 Tată de familie (Il padre di famiglia), regia Nanni Loy : Adriana
- 1968 Pas folles, les mignonnes (Le dolci signore), regia Luigi Zampa : Esmerelda
- 1968 Et si on faisait l'amour ? (Scusi, facciamo l'amore?), regia Vittorio Caprioli : Ida Bernasconi
- 1971 La Tarentule au ventre noir (La tarantola dal ventre nero), regia Paolo Cavara : Laura
- 1974 Borsalino and Co., regia Jacques Deray
- 1975 Povestea unui polițist (Flic Story), regia Jacques Deray : Catherine
- 1978 Le Mystère du triangle des Bermudes (Triangulo diabólico de las Bermudas) de René Cardona Jr. : Sybil
- 1978 Un fluture pe umăr (Un papillon sur l'épaule), regia Jacques Deray : la femme à l'imperméable
- 1979 Voyage avec Anita (Viaggio con Anita), regia Mario Monicelli : Elisa Massacesi
- 1979 Une langouste au petit-déjeuner (Aragosta a colazione), regia Giorgio Capitani : Carla Rebaudengo Spinosi}}
- 1980 Fantastica, regia Gilles Carle : Johanna MacPherson
- 1992 Les Vaisseaux du cœur (Salt on Our Skin), regia Andrew Birkin : mama lui Georges
- 1995 Los hombres siempre mienten, regia Antonio del Real : Isabelle